# Sky Is Over
Sky Is Over è un singolo del cantautore statunitense Serj Tankian, pubblicato il 28 gennaio 2008 come quarto estratto dal primo album in studio Elect the Dead.

## Video musicale
Il videoclip, diretto da Tony Petrossian e girato in una sola sessione, mostra Tankian che suona l'introduzione del brano con un pianoforte bianco in mezzo a una strada. Successivamente si alza e inizia a scrivere sul cielo finché non si dirige verso un altro pianoforte (stavolta nero) con il quale suona le ultime note. Alla fine del brano è possibile leggere ciò che ha scritto Tankian sul cielo e cioè "Civilization Is Over".

## Tracce
CD promozionale (Stati Uniti), download digitale – 1ª versione
1. Sky Is Over – 2:57

CD singolo (Europa)
1. Sky Is Over – 2:57
2. Sky Is Over (Fawk Yeah Remix) – 3:39

Download digitale – 2ª versione
1. Sky Is Over – 2:57
2. Sky Is Over (Fawk Yeah Remix) – 3:37
3. Sky Is Over (Acoustic) – 2:57

## Formazione
Musicisti
- Serj Tankian – chitarra, basso, pianoforte, voce, sintetizzatore, programmazione della batteria, melodica, campane, effetti sonori
- Dan Monti – chitarra e basso aggiuntivi, programmazione della batteria, sintetizzatore aggiuntivo
- Cameron Stone – violoncello aggiuntivo
- Antonio Pontarelli – violino aggiuntivo
- Fabrice Favre – sintetizzatore aggiuntivo

Produzione
- Serj Tankian – produzione, ingegneria del suono
- Dan Monti – ingegneria del suono
- Krish Sharma – ingegneria alla batteria
- Bo Joe – assistenza ingegneria alla batteria
- Neal Avron – missaggio
- Nicholas Fournier – assistenza al missaggio
- Vlado Meller – mastering

## Classifiche
| Classifica (2008)             | Posizione massima |
| ----------------------------- | ----------------- |
| Canada (rock)                 | 38                |
| Stati Uniti (alternative)     | 22                |
| Stati Uniti (mainstream rock) | 23                |

## Date di pubblicazione
| Paese                 | Data di pubblicazione | Formato           | Note  |
| --------------------- | --------------------- | ----------------- | ----- |
| Stati Uniti d'America | 28 gennaio 2008       | Airplay           | [ 6 ] |
| Mondo                 | 15 febbraio 2008      | Download digitale | [ 1 ] |